# Letty Jimenez Magsanoc
Letty Jimenez-Magsanoc (Manila, 13 de setembro de 1941 – Cidade Quezon, 24 de dezembro de 2015) foi uma jornalista e editora filipina, notável por seu papel na derrubada da ditadura de Ferdinand Marcos. Ela era um ícone da democracia. Magsanoc foi editora do tabloide semanal de oposição Mr & Ms Special Edition. Ela foi editora-chefe do Philippine Daily Inquirer.
Magsanoc está entre os três jornalistas cujos nomes foram adicionados ao Muro da Memória Bantayog ng mga Bayani (Monumento dos Heróis) em 2016. Bantayog ng mga Bayani a citou por "falar a verdade ao poder sem medo". Magasanoc foi reconhecida "por testar os limites da liberdade de imprensa como escritora e editora, por desafiar as restrições da mídia e a censura sob o regime marcial e por enfrentar a ira da ditadura".
O Senado das Filipinas, em uma resolução apresentada logo após sua morte, reconheceu Magsanoc por sua contribuição para a restauração da liberdade nas Filipinas.

## Vida pessoal
Jimenez-Magsanoc era a mais velha dos nove filhos do Coronel Nicanor Jimenez, ex-gerente das Ferrovias Nacionais das Filipinas (abreviado em inglês: PNR) e diretor da NISA, a agência de inteligência do governo, mais tarde embaixador filipino na Coreia. Ela deixa seu marido Dr. Carlitos Magsanoc; e seus três filhos, incluindo Kara Magsanoc-Alikpala.
Magsanoc descreveu-se como "apaixonada pelos jornais" desde tenra idade, contribuindo com reportagens para a (Filipina) Sunday Times Magazine, enquanto estava no último ano do St. Teresa's College, em Manila, incentivada pela editora feminina do Times, Eugenia Apostol. Ela passou a maior parte da década de 1960 nos Estados Unidos, fazendo mestrado em jornalismo na Universidade de Missouri. Em 1963, casou-se com Carlos Magsanoc, médico. Sua filha, Kara Magsanoc-Alikpala, é uma jornalista que produz documentários de notícias. Jimenez-Magsanoc morreu na noite da véspera de Natal, 24 de dezembro de 2015, no Centro Médico St. Luke em Taguig, após sofrer uma parada cardíaca.

## Início de carreira
A família Magsanoc retornou às Filipinas em 1969. Magsanoc juntou-se ao Boletim de Manila. Quando a editora da seção feminina da revista Sudany Bulletin's, Panorama saiu, e Magsanoc foi convidada a assumir o cargo."O último lugar que eu queria chegar, em qualquer publicação, eram as páginas femininas, que considero um gueto jornalístico. Eu estava tentando me livrar de escrever sobre batom e moda. felizmente, fui autorizada a escrever sobre quase tudo. Às vezes não tinha nada a ver com as mulheres."
Em 1976, Magsanoc começou a escrever para o jornal Manila Bulletin, depois que uma coedição com um colega do sexo masculino não deu certo. Ela escreveu uma coluna três vezes por semana, The Passing Scene, alternando com o colunista Tony Nieva. Mais tarde, ela recebeu sua própria coluna Not for People Only. Foi quando ela começou a ter problemas com as autoridades por criticar a lei pós-marcial do governo Marcos.
Em 1978, o general Hans Menzi, editor do Boletim de Manila, pediu a Magsanoc que assumisse a editoria do Panorama. Magsanoc estava relutante. "Eu não queria ser editora porque só queria escrever. Você sabe o que é ser editora, você tem que sentar na mesa, distribuir tarefas e limpar a cópia de todo mundo. É difícil conceituar toda a questão. O que eu queria fazer era sair e escrever." Ela exigiu que a Panorama recebesse uma proporção de 60% de editorial para 40% de publicidade e, para sua surpresa, Menzie concordou. A chegada de Magsanoc à Panorama deu uma nova reputação à revista. A circulação disparou com a editoria de Magsanoc. A funcionária do Panorama, Margot Baterina, disse: "Nós buscamos histórias que ninguém mais se atreveu a tocar". Os dados do National Press Club, da época, colocam a circulação da revista em 300.000 exemplares aos domingos, mais que o triplo da circulação combinada dos outros dois jornais matutinos.

## Panorama
Entre 1976 e 1981, Letty Jimenez Magsanoc foi editora da Panorama, a revista de maior circulação das Filipinas na época. Cinco meses depois de ser escolhida como uma das Dez Mulheres Notáveis da Nova Sociedade de 1981, ela foi forçada a renunciar depois de escrever um artigo considerado crítico para o governo.
Um artigo da revista Time que saudou Magsanoc como uma "heroína asiática", descreveu as circunstâncias que forçaram sua saída do Panorama: "Magsanoc escreveu uma história irônica sobre a terceira posse de Marcos como presidente. Marcos procurou afastar as críticas ao seu governo encenando uma falsa eleição. Sua "vitória" foi celebrada em uma cerimônia suntuosa, embora surreal, na qual um coro cantou o Messias de Handel. Magsanoc começou com uma linha de Handel: "E ele reinará para todo o sempre". Marcos achou isso uma blasfêmia e fez com que ela fosse demitida."
A renúncia forçada de Magsanoc provocou furor na mídia, com jornalistas usando suas colunas para se manifestar, embora vários artigos tenham sido suprimidos pelos editores. Vários artigos rejeitados por outras revistas foram publicados pela revista feminina de Eugenia Apostol, Mr & Ms.
O artigo de Magsanoc era um artigo sobre a inauguração, ilustrado com fotos e legendas espontâneas, sob o título There Goes the New Society; Welcome the New Republic.

### Eventos após a renúncia forçada de Magsanoc
A renúncia forçada de Letty Jimenez Magsanoc foi a primeira de uma série de eventos que levaram a críticas ao governo Marcos por suprimir a liberdade de imprensa. Os eventos foram:
- Letty Jimenez Magsanoc forçada a renunciar depois de escrever um artigo considerado crítico dos Marcos.[16]
- A prisão e apresentação de acusações de subversão contra o editor/produtor editorial de We Forum, Jose Burgos, Jr, e sua equipe[17]
- Caso de difamação contra o editor do Panorama, Domini T. Suarez, e o escritor Ceres P. Doyo[17]
- interrogatório militar das colunistas do Boletim Arlene Babst e Ninez Cacho Olivares; Editora do Mr & Ms, produtora editorial Eugenia Apostol e editora-gerente Doris G. Nuyda; os escritores Lorna Kalaw-Tirol e Jo-Ann Maglipon[17]
- Renúncia da editor dp Tempo, de Recah Trinidad.[17]

### Artigos proibidos
- The Lady at Maynila

Coluna Sundays, Panorama, 12 de outubro de 1980. Vários milhares de cópias da edição foram distribuídas na região metropolitana de Manila e nas províncias sem a página. Outra edição do número trazia Cartas ao Editor no lugar do artigo.
- Survival: Variations on the Human Condition

Coluna Sundays, Panorama, 19 de julho de 1981. Ordenado retirado pelo editor Hans Menzi por causa de comentários irônicos sobre a situação econômica nacional.

## Mr & Ms Special Edition
Letty Jimenez Magsanoc foi editora de Mr & Ms Special Edition de 1983 a 1986.
Magsanoc foi convidada para se tornar editora do Mr & Ms Special Edition pela editora Eugenia Apostol após o assassinato do líder da oposição Benigno Aquino Jr.
Apostol, em seu discurso de aceitação no Prêmio Magsaysay de Jornalismo, Literatura e Artes de Comunicação Criativa de 2006, disse: "Os filipinos ficaram indignados e mais de dois milhões deles se juntaram ao cortejo fúnebre (de Aquino). Mas a mídia de Marcos mal tomou conhecimento do evento. Foi quando decidi fazer uma edição especial de 16 páginas sobre o funeral de Ninoy Aquino, usando os recursos de uma revista feminina chamada Mr. & Ms. que eu estava editando na época (...) A resposta à questão do funeral foi inacreditável. Os agentes continuavam voltando para buscar mais, e por isso tivemos que imprimir 500 mil cópias. Depois disso, eu tive que pedir a Letty Jimenez-Magsanoc para me ajudar a editar uma edição especial semanal de Mr. & Ms. apenas para alimentar a fome dos leitores por mais sobre Ninoy e uma raiva crescente contra a lei marcial e Ferdinand Marcos. Todas as semanas nos sentíamos chamados a registrar as diversas manifestações de civis contra Marcos, e quando nenhuma represália veio (exceto um convite para um interrogatório no Forte Bonifácio em janeiro de 1983), continuamos por três anos (...)"

## RevistaSunday Inquirer
Magsanoc foi a primeira editora-chefe da revista Sunday Inquirer de 1986 a 1987.

## Philippine Daily Inquirer
Magsanoc foi editora-chefe do Philippine Daily Inquirer desde 1991 até sua morte em 2015. Ela foi a primeira mulher e a editora-chefe mais antiga (até hoje) do principal jornal do país. Quase um mês após seu falecimento, Magsanoc foi reconhecida como a filipina do ano de 2015 pelo jornal em que trabalhou por três décadas.

## Prêmios
- 1981: Mulheres de Destaque no Serviço da Nação.[12] (Dez Mulheres de Destaque da Nova Sociedade.)[13]
- 1993: Medalha de Honra por Serviços Distintos em Jornalismo, Universidade de Missouri.[12]
- 2006: Time International "60 Anos de Heróis Asiáticos".[14]
- 2013: Medalha de Valor Ninoy Aquino[22]
- 2015: Jornalista do Ano, 19º Prêmio de Jornalismo do Rotary Club de Manila.[23]